# Кирил Пригода
Кирил Генадијевич Пригода (рус. Кири́лл Генна́дьевич При́года; Санкт Петербург, 29. децембар 1995) руски је пливач чија специјалност су трке прсним стилом. Вишеструки је светски и европски првак и рекордер у малим базенима, те национални првак и рекордер Русије, заслужни мастер спорта Русије.

## Детињство
Пригода је рођен у Санкт Петербургу, у породици некадањших врхунских спортиста, пливача. Његов отац Генадиј Пригода некадашеи је четвороструки освајач олимпијских медаља, а мајка Јелена Волкова бивша светска првакиња на 200 прсно из Перта 1991. године. Пливањем је почео да тренира доста рано, као шестогодишњи дечак, а први тренер је била управо његова мајка Јелена. Од шеснаесте године тренира га један од најбољих руских тренера Михаил Горелик. Убрзо почиње и са наступима на међународним такмичењима, пливајући углавном на митинзима светског купа у малим базенима. 

## Спортска каријера
Већ на првом великом такмичењу на коме је учествовао, европском првенству у Берлину 2014, остварио је и први запаженији резултат, пошто је успео да се избори за место у финалу трке на 200 прсно (8. место). У децембру исте године, на светском првенству у малим базенима у Дохи, успева да се пласира у финала свих пет трка у којима је учествовао. У све три појединачне трке прсним стилом поставља нове националне рекорде, а у трци на 200 прсно осваја и прву сениорску медаљу у каријери, бронзану.  
На светским првенствима у велики базенима је дебитовао у Казању 2015, где му је најбољи резултат било седмо место у финалу трке на 100 прсно. Претходно је у полуфиналу исте дисциплине испливао нови национални рекорд у времену 59,60 секунди.
На националном првенству Русије које је одржано у априлу месецу 2016. успео је да исплива квалификациону норму за Олимпијске игре у трци на 100 прсно, изборивши се тако за место у олимпијској репрезентацији Русије за Игре 2016. у Рију. На свом дебију на Олимпијским играма, Пригода је пливао у квалификационим тркама на 100 прсно, а време од 1:00,37 минута је било довољно тек за двадесето место, чиме није успео да се пласира у полуфиналне трке. 
На светском првенству у малим базенима у Виндзору 2016. осваја три златне медаље, све три у штафетним тркама (4×50 слободно, 4×50 мешовито, 4×100 мешовито). 
Прве медаље на светским првенствима у великим базенима осваја у Будимпештии 2017 — бронзе на 100 прсно (резултат од 59,05 с је уједно био и нови национални рекорд) и у штафети 4×100 мешовито (у финалу пливао заједно са Риловим, Попковим и Морозовим). Нови национални рекорд је испливао и у полуфиналу трке на 50 прсно — 26,85 секунди. Крајем године, на европском првенству у малим базенима у Копенхагену је освојио четири медаље, два злата (200 прсно и 4×100 мешовито) и по једно сребро (50 прсно) и бронзу (100 прсно).  
На светском првенству у малим базенима у Хангџоуу 2018. освојио је злато у трци на 200 прсно, испливавши у финалу и нови светски рекорд у овој дисциплини у времену 2:00,16 минута. Златну медаљу је освојио и као члан штафете 4×50 мешовито, док је у штафети 4×100 мешовито био сребрни. 
На светском првенству у корејском Квангџуу 2019. такмичио се у четири дисциплине. Најбољи резултат је остварио као члан штафете 4×100 мешовито која је освојила бронзану медаљу, а за коју су у финалу пливали још Андреј Минаков, Владимир Морозов и Јевгениј Рилов. Успео је да се пласира у финала и преостале три дисциплине, на 50 прсно је био четврти, на 100 прсно пети, а у микс штафети 4×100 мешовито четврти (заједно са Светланом Чимровом, Маријом Каменевом и Јевгенијем Риловим). 